# Jimilian
 (juillet 2014).
Jimilian, né le 22 août 1994, est un chanteur danois de musiques pop-rock.